# Kalkot Mataskelekele
Kalkot Mataskelekele (ur. 24 kwietnia 1949 w Port Vila) – vanuacki polityk, prezydent kraju od 16 sierpnia 2004 do 16 sierpnia 2009.
Pracował jako prawnik w stolicy Vanuatu Port Vila. Kandydował w wyborach prezydenckich w kwietniu 2004, ale mimo poparcia szefa rządu Edwarda Natapei uległ po serii głosowań Alfredowi Masengowi. Po miesiącu Maseng został odsunięty od władzy, a obowiązki szefa państwa przejęli kolejni przewodniczący parlamentu, Roger Abiut i Josias Moli. Mataskelekele kandydował ponownie w nowych wyborach w sierpniu, by po czterech dniach głosowań w kolegium elektorskim (parlament oraz szefowie władz lokalnych) zwyciężyć, pokonując m.in. Williego Davida Saula oraz byłego premiera Donalda Kalpokasa.
Zaprzysiężony 16 sierpnia 2004 Mataskelekele był pierwszym prezydentem Vanuatu, który może pochwalić się tytułem magistra.